# Derbi soviético
El derbi soviético (en ruso: Советское футбольное дерби) fue el nombre que recibía una importante rivalidad futbolística entre dos de los antiguos grandes equipos de fútbol de la Unión Soviética, el Spartak Moscú y el Dinamo Kiev, que se desarrolló en la Soviet Top Liga.
Un clásico de Moscú-Kiev el partido acogía siempre las mayores multitudes de todos los partidos de la Soviet Top Liga, especialmente después de la reorganización de la liga por última vez en 1970. El partido en popularidad superó al gran derbi moscovita entre el Dynamo Moscú y el Spartak, que fue el evento principal de la liga durante más tiempo desde su creación en 1936.
Ambos clubes fueron los más exitosos en la Soviet Top Liga, con el Dinamo Kiev habiendo ganado 13 títulos y 12 del Spartak. Sin embargo, el Spartak tuvo mejores resultados en el derbi frente al equipo ucraniano y, al 1 de agosto de 2008, el Spartak contaba con 59 victorias y 39 perdidos de un total de 119 partidos jugados.
La rivalidad alcanzó un punto muy alto en 1976, cuando el Dinamo derrotó al Spartak, lo que relegaba de la máxima categoría al equipo moscovita.

## Estadísticas
| Competición                | Partidos | Spartak | Empates | Dynamo |
| -------------------------- | -------- | ------- | ------- | ------ |
| Soviet Top Liga            | 102      | 41      | 27      | 34     |
| Copa de la Unión Soviética | 15       | 9       | 2       | 4      |
| Champions League           | 4        | 1       | 0       | 3      |
| Amistoso                   | 9        | 1       | 3       | 5      |
| Total                      | 130      | 52      | 32      | 46     |

### Records
Mayores victorias del Spartak: 5:1 – 1940; 4:0 – 1955, 1958.
Mayores victorias del Dynamo: 4:1 – 1950, 1966, 1972, 2008 (dos veces); 3:0 – 1968, 1978, 2008.
Mayor número de goles anotados en un partido: 7 (4:3) – 1957.

### Rachas
Mayor racha de victorias del Spartak
- Del 12 de junio de 1941 al 23 de junio de 1946 - 5 victorias en 4 partidos de liga y uno de copa.
- De octubre de 1951 al 16 de abril de 1954 - 5 victorias en 4 partidos de liga y uno de copa.
- Del 20 de septiembre de 1987 al 23 de octubre de 1989 - 5 victorias en 5 partidos de liga.

Mayor racha sin perder del Spartak
- Del 18 de octubre de 1937 al 15 de agosto de 1950 - 14 victorias y 9 empates en 18 partidos de liga y 5 de copa.

Mayor racha de victorias del Dynamo
- Del 22 de agosto de 1975 al 15 de octubre de 1978 - 6 victorias en 6 partidos de liga.

Mayor racha sin perder del Dynamo
- Del 27 de abril de 1964 al 12 de octubre de 1968 - 9 victorias y 5 empates en 14 partidos de liga y 4 de copa.

### Partidos
| Año           | Torneo                                  | Local            | Visitate      | Marcador     |
| 06.06.1936    | Liga soviética                          | FC Spartak Moscú | Dynamo Kiev   | 1:3          |
| 18.10.1936    | Liga soviética                          | Spartak Moscú    | Dynamo Kiev   | 3:3          |
| 17.08.1937    | Liga soviética                          | Spartak Moscú    | Dynamo Kiev   | 1:2          |
| 18.10.1937    | Liga soviética                          | Dynamo Kiev      | Spartak Moscú | 1:1          |
| 29.05.1938    | Liga soviética                          | Spartak Moscú    | Dynamo Kiev   | 1:1          |
| 12.07.1939    | Liga soviética                          | Spartak Moscú    | Dynamo Kiev   | 3:1          |
| 12.10.1939    | Liga soviética                          | Dynamo Kiev      | Spartak Moscú | 2:2          |
| 01.07.1940    | Liga soviética                          | Spartak Moscú    | Dynamo Kiev   | 5:1          |
| 08.11.1940    | Liga soviética                          | Dynamo Kiev      | Spartak Moscú | 2:2          |
| 12.06.1941    | Liga soviética                          | Spartak Moscú    | Dynamo Kiev   | 3:0          |
| 06.08.1944    | Copa soviética - Octavos de final       | Dynamo Kiev      | Spartak Moscú | 1:2          |
| 24.06.1945    | Liga soviética                          | Dynamo Kiev      | Spartak Moscú | 1:2          |
| 29.08.1945    | Liga soviética                          | Spartak Moscú    | Dynamo Kiev   | 1:0          |
| 23.06.1946    | Liga soviética                          | Dynamo Kiev      | Spartak Moscú | 1:2          |
| 18.07.1946    | Liga soviética                          | Spartak Moscú    | Dynamo Kiev   | 2:2          |
| 16.10.1946    | Copa soviética - Semifinales            | Spartak Moscú    | Dynamo Kiev   | 3:1          |
| 20.06.1947    | Liga soviética                          | Spartak Moscú    | Dynamo Kiev   | 0:0          |
| 10.07.1947    | Copa soviética - Cuartos de final       | Spartak Moscú    | Dynamo Kiev   | 2:0          |
| 19.09.1947    | Liga soviética                          | Dynamo Kiev      | Spartak Moscú | 0:0          |
| 11.06.1948    | Liga soviética                          | Dynamo Kiev      | Spartak Moscú | 0:2          |
| 08.09.1948    | Liga soviética                          | Spartak Moscú    | Dynamo Kiev   | 1:0          |
| 07.10.1948    | Copa soviética - Cuartos de final       | Spartak Moscú    | Dynamo Kiev   | 1:0          |
| 25.04.1949    | Liga soviética                          | Dynamo Kiev      | Spartak Moscú | 0:0          |
| 26.07.1949    | Liga soviética                          | Spartak Moscú    | Dynamo Kiev   | 3:0          |
| 20.10.1949    | Copa soviética - Octavos de final       | Spartak Moscú    | Dynamo Kiev   | 4:1          |
| 27.04.1950    | Liga soviética                          | Dynamo Kiev      | Spartak Moscú | 0:0          |
| 15.08.1950    | Liga soviética                          | Spartak Moscú    | Dynamo Kiev   | 1:4          |
| 22.04.1951    | Liga soviética                          | Dynamo Kiev      | Spartak Moscú | 1:0          |
| 06.07.1951    | Liga soviética                          | Spartak Moscú    | Dynamo Kiev   | 0:0          |
| ??.10.1951    | Copa soviética - Octavos de final       | Spartak Moscú    | Dynamo Kiev   | 1:0          |
| 11.08.1952    | Liga soviética                          | Spartak Moscú    | Dynamo Kiev   | 4:1          |
| 22.05.1953    | Liga soviética                          | Spartak Moscú    | Dynamo Kiev   | 3:1          |
| 30.07.1953    | Liga soviética                          | Dynamo Kiev      | Spartak Moscú | 0:2          |
| 16.04.1954    | Liga soviética                          | Dynamo Kiev      | Spartak Moscú | 2:4          |
| 30.09.1954    | Liga soviética                          | Spartak Moscú    | Dynamo Kiev   | 1:1          |
| 03.10.1954    | Copa soviética - Octavos de final       | Spartak Moscú    | Dynamo Kiev   | 1:3          |
| 10.04.1955    | Liga soviética                          | Dynamo Kiev      | Spartak Moscú | 0:0          |
| 26.08.1955    | Liga soviética                          | Spartak Moscú    | Dynamo Kiev   | 4:0          |
| 25.04.1956    | Liga soviética                          | Dynamo Kiev      | Spartak Moscú | 1:1          |
| 14.10.1956    | Liga soviética                          | Spartak Moscú    | Dynamo Kiev   | 4:3          |
| 21.04.1957    | Liga soviética                          | Dynamo Kiev      | Spartak Moscú | 2:1          |
| 05.12.1957    | Liga soviética                          | Spartak Moscú    | Dynamo Kiev   | 3:2          |
| 29.03.1958    | Liga soviética                          | Dynamo Kiev      | Spartak Moscú | 1:1          |
| 22.08.1958    | Liga soviética                          | Spartak Moscú    | Dynamo Kiev   | 3:2          |
| 06.10.1958    | Copa soviética - Octavos de final       | Dynamo Kiev      | Spartak Moscú | 0:4          |
| 08.11.1958    | Liga soviética                          | Spartak Moscú    | Dynamo Kiev   | 3:2          |
| 05.07.1959    | Liga soviética                          | Spartak Moscú    | Dynamo Kiev   | 0:1          |
| 15.08.1959    | Liga soviética                          | Dynamo Kiev      | Spartak Moscú | 2:2          |
| 27.04.1960    | Liga soviética                          | Spartak Moscú    | Dynamo Kiev   | 0:1          |
| 07.07.1960    | Liga soviética                          | Dynamo Kiev      | Spartak Moscú | 3:3          |
| 14.05.1961    | Liga soviética                          | Spartak Moscú    | Dynamo Kiev   | 2:0          |
| 08.07.1961    | Liga soviética                          | Dynamo Kiev      | Spartak Moscú | 2:0          |
| 23.10.1962    | Liga soviética                          | Spartak Moscú    | Dynamo Kiev   | 2:1          |
| 18.11.1962    | Liga soviética                          | Dynamo Kiev      | Spartak Moscú | 0:2          |
| 10.04.1963    | Liga soviética                          | Dynamo Kiev      | Spartak Moscú | 2:1          |
| 28.06.1963    | Copa soviética - Octavos de final       | Spartak Moscú    | Dynamo Kiev   | 1:0          |
| 14.09.1963    | Liga soviética                          | Spartak Moscú    | Dynamo Kiev   | 3:1          |
| 27.04.1964    | Liga soviética                          | Spartak Moscú    | Dynamo Kiev   | 1:1          |
| 08.09.1964    | Copa soviética - Semifinales            | Spartak Moscú    | Dynamo Kiev   | 0:0          |
| 09.09.1964    | Copa soviética - Semifinales            | Spartak Moscú    | Dynamo Kiev   | 2:3          |
| 12.09.1964    | Liga soviética                          | Dynamo Kiev      | Spartak Moscú | 2:2          |
| 30.06.1965    | Liga soviética                          | Dynamo Kiev      | Spartak Moscú | 0:0          |
| 28.08.1965    | Liga soviética                          | Spartak Moscú    | Dynamo Kiev   | 0:2          |
| 01.06.1966    | Liga soviética                          | Dynamo Kiev      | Spartak Moscú | 1:0          |
| 16.09.1966    | Copa soviética - Semifinales            | Dynamo Kiev      | Spartak Moscú | 4:1          |
| 20.09.1966    | Liga soviética                          | Spartak Moscú    | Dynamo Kiev   | 0:1          |
| 12.04.1967    | Liga soviética                          | Dynamo Kiev      | Spartak Moscú | 1:0          |
| 04.11.1967    | Liga soviética                          | Spartak Moscú    | Dynamo Kiev   | 0:2          |
| 14.06.1968    | Liga soviética                          | Spartak Moscú    | Dynamo Kiev   | 3:3          |
| 28.06.1968    | Copa soviética - Dieciseisavos de final | Dynamo Kiev      | Spartak Moscú | 3:0          |
| 12.10.1968    | Liga soviética                          | Dynamo Kiev      | Spartak Moscú | 1:0          |
| 23.08.1969    | Liga soviética                          | Spartak Moscú    | Dynamo Kiev   | 2:1          |
| 30.10.1969    | Liga soviética                          | Dynamo Kiev      | Spartak Moscú | 0:1          |
| 18.04.1970    | Liga soviética                          | Spartak Moscú    | Dynamo Kiev   | 0:0          |
| 13.08.1970    | Liga soviética                          | Dynamo Kiev      | Spartak Moscú | 0:1          |
| 20.05.1971    | Liga soviética                          | Spartak Moscú    | Dynamo Kiev   | 0:2          |
| 15.08.1971    | Liga soviética                          | Dynamo Kiev      | Spartak Moscú | 3:2          |
| 15.05.1972    | Liga soviética                          | Spartak Moscú    | Dynamo Kiev   | 1:1          |
| 01.08.1972    | Liga soviética                          | Dynamo Kiev      | Spartak Moscú | 4:1          |
| 02.05.1973    | Liga soviética                          | Dynamo Kiev      | Spartak Moscú | 1:1 pen. 3:2 |
| 25.08.1973    | Liga soviética                          | Spartak Moscú    | Dynamo Kiev   | 2:1          |
| 23.05.1974    | Liga soviética                          | Dynamo Kiev      | Spartak Moscú | 1:0          |
| 20.08.1974    | Liga soviética                          | Spartak Moscú    | Dynamo Kiev   | 2:0          |
| 22.08.1975    | Liga soviética                          | Spartak Moscú    | Dynamo Kiev   | 0:1          |
| 08.11.1975    | Liga soviética                          | Dynamo Kiev      | Spartak Moscú | 3:1          |
| 18.04.1976    | Liga soviética                          | Spartak Moscú    | Dynamo Kiev   | 0:1          |
| 12.11.1976    | Liga soviética                          | Dynamo Kiev      | Spartak Moscú | 3:1          |
| 28.04.1978    | Liga soviética                          | Dynamo Kiev      | Spartak Moscú | 3:0          |
| 15.10.1978    | Liga soviética                          | Spartak Moscú    | Dynamo Kiev   | 0:2          |
| 02.05.1979    | Liga soviética                          | Spartak Moscú    | Dynamo Kiev   | 1:0          |
| 28.09.1979’‘‘ | Liga soviética                          | Dynamo Kiev      | Spartak Moscú | 0:2          |
| 16.06.1980    | Liga soviética                          | Spartak Moscú    | Dynamo Kiev   | 1:0          |
| 31.10.1980    | Liga soviética                          | Dynamo Kiev      | Spartak Moscú | 2:0          |
| 22.03.1981    | Copa soviética.1/4 finals               | Spartak Moscú    | Dynamo Kiev   | 3:0          |
| 14.06.1981    | Liga soviética                          | Dynamo Kiev      | Spartak Moscú | 2:0          |
| 11.11.1981    | Liga soviética                          | Spartak Moscú    | Dynamo Kiev   | 1:2          |
| 27.07.1982    | Liga soviética                          | Spartak Moscú    | Dynamo Kiev   | 1:2          |
| 08.11.1982    | Liga soviética                          | Dynamo Kiev      | Spartak Moscú | 1:2          |
| 11.06.1983    | Liga soviética                          | Dynamo Kiev      | Spartak Moscú | 1:1          |
| 01.09.1983    | Liga soviética                          | Spartak Moscú    | Dynamo Kiev   | 0:0          |
| 23.06.1984    | Liga soviética                          | Dynamo Kiev      | Spartak Moscú | 0:3          |
| 20.07.1984    | Liga soviética                          | Spartak Moscú    | Dynamo Kiev   | 3:1          |
| 28.05.1985    | Liga soviética                          | Dynamo Kiev      | Spartak Moscú | 2:0          |
| 13.09.1985    | Copa soviética.1/8 finals               | Spartak Moscú    | Dynamo Kiev   | 3:3 pen. 4:3 |
| 19.10.1985    | Liga soviética                          | Spartak Moscú    | Dynamo Kiev   | 1:2          |
| 27.04.1986    | Liga soviética                          | Dynamo Kiev      | Spartak Moscú | 2:1          |
| 12.07.1986    | Liga soviética                          | Spartak Moscú    | Dynamo Kiev   | 1:0          |
| 10.05.1987    | Liga soviética                          | Spartak Moscú    | Dynamo Kiev   | 0:0          |
| 20.09.1987    | Liga soviética                          | Dynamo Kiev      | Spartak Moscú | 0:1          |
| 27.03.1988    | Liga soviética                          | Dynamo Kiev      | Spartak Moscú | 1:2          |
| 22.10.1988    | Liga soviética                          | Spartak Moscú    | Dynamo Kiev   | 1:0          |
| 15.04.1989    | Liga soviética                          | Dynamo Kiev      | Spartak Moscú | 1:4          |
| 23.10.1989    | Liga soviética                          | Spartak Moscú    | Dynamo Kiev   | 2:1          |
| 06.05.1990    | Liga soviética                          | Spartak Moscú    | Dynamo Kiev   | 1:3          |
| 01.09.1990    | Liga soviética                          | Dynamo Kiev      | Spartak Moscú | 3:1          |
| 01.06.1991    | Liga soviética                          | Spartak Moscú    | Dynamo Kiev   | 0:2          |
| 26.06.1991    | Liga soviética                          | Dynamo Kiev      | Spartak Moscú | 2:3          |
| 14.09.1994    | UEFA Champions League                   | Dynamo Kiev      | Spartak Moscú | 3:2          |
| 23.11.1994    | UEFA Champions League                   | Spartak Moscú    | Dynamo Kiev   | 1:0          |
| 02.02.1997    | Copa de la CIS                          | Spartak Moscú    | Dynamo Kiev   | 2:3          |
| 01.02.1998    | Copa de la CIS                          | Spartak Moscú    | Dynamo Kiev   | 0:1          |
| 29.01.1999    | Copa de la CIS                          | Spartak Moscú    | Dynamo Kiev   | 0:0          |
| 31.01.1999    | Copa de la CIS                          | Spartak Moscú    | Dynamo Kiev   | 2:1          |
| 27.01.2002    | Copa de la CIS                          | Spartak Moscú    | Dynamo Kiev   | 3:4          |
| 06.02.2006    | Copa del Perviy Kanal                   | Spartak Moscú    | Dynamo Kiev   | 1:1          |
| 27.01.2007    | Copa del Perviy Kanal                   | Dynamo Kiev      | Spartak Moscú | 2:2          |
| 24.01.2008    | Copa del Perviy Kanal                   | Spartak Moscú    | Dynamo Kiev   | 0:3          |
| 13.08.2008    | UEFA Champions League                   | Spartak Moscú    | Dynamo Kiev   | 1:4          |
| 27.08.2008    | UEFA Champions League                   | Dynamo Kiev      | Spartak Moscú | 4:1          |
| 12.02.2012    | Amistoso                                | Spartak Moscú    | Dynamo Kiev   | 0:2          |